# Tayyar Mehmed Pascià
Tayyar Mehmed Pascià (Ladik, ... – Baghdad, 24 dicembre 1638) è stato un politico e militare ottomano di origine albanese. Il suo epiteto Tayyar che in turco significa "volante", si riferisce alla sua velocità nelle operazioni militari.

## Primi anni
Mehmet nacque da Uçar Mustafa Pascià a Ladik, nella regione del Mar Nero. Lavorò per Nasuh Pascià come suo kethüda (ciambellano). Dopo la morte di Osman II, si unì alle forze ribelli di Abaza Mehmet, ma durante la battaglia di Kayseri nel 1624, cambiò schieramento e fu nominato beilerbei (alto governatore) di Diyarbakır (nella moderna Turchia sud-orientale).

## Gran visierato
Durante la campagna del sultano Murat IV su Baghdad (vedi Guerra ottomano-safavide (1623-1639)), fu incaricato di difendere Mosul. Ma quando Bayram Pascià, allora gran visir, morì sulla strada per Baghdad, il sultano nominò Tayyar Mehmet Pascià suo sostituto.
L'assedio di Baghdad durò più di 40 giorni. Il sultano impaziente rimproverò il Pascià, che stava dirigendo l'assedio per la sua cautela per cercare di minimizzare le perdite. Dopo questo richiamo, Tayyar Mehmet Pascià lanciò un attacco generale e partecipò personalmente ai combattimenti del 24 dicembre 1638 per la cattura di Baghdad. L'attacco ebbe successo, ma Tayyar Mehmet Pascià fu ucciso durante i combattimenti. Il sultano espresse il suo dolore, dicendo "O Tayyar, tu vali cento castelli [città] come Baghdad". Dopo Hadım Ali Pascià nel 1511 e Hadım Sinan Pascià nel 1517, Tayyar Mehmet Pascià fu il terzo gran visir ottomano ad essere ucciso in battaglia. Anche suo padre era stato ucciso durante un assedio di Baghdad nel 1625.